# Marina Bellati
Marina Bellati (Buenos Aires, 28 de septiembre de 1980) es una actriz argentina de cine y televisión.
Su trabajo en la película El gerente le valió una nominación en la 71° edición de los Premios Cóndor de Plata a mejor actriz de reparto.

## Filmografía

### Cine
| Año  | Título                 | Papel            | Notas        |
| ---- | ---------------------- | ---------------- | ------------ |
| 2011 | Salón Royale           | Julia            | Cortometraje |
| 2014 | Betibú                 | Karina           |              |
| 2014 | Las insoladas          | Valeria          |              |
| 2015 | Sin hijos              | Leticia          |              |
| 2016 | Me casé con un boludo  | Cecilia          |              |
| 2017 | Mater                  | Ecógrafa         |              |
| 2018 | All inclusive          | Ana María        |              |
| 2019 | Los adoptantes         | La rusa          |              |
| 2022 | Lunáticos              | Mariela          |              |
| 2022 | El gerente             | Sabrina          |              |
| 2023 | Adiós Buenos Aires     | Mariela Martínez |              |
| 2023 | Bill 79                | Susan            |              |
| 2025 | Mensaje en una botella | Isabel           |              |

### Televisión
| Año           | Título                         | Papel               | Notas                                 |
| ------------- | ------------------------------ | ------------------- | ------------------------------------- |
| 2004          | Los Roldán                     | Monja               |                                       |
| 2005          | No hay 2 sin 3                 |                     |                                       |
| 2006-2008     | Mañana vemos                   | Varios              |                                       |
| 2006          | El tiempo no para              |                     |                                       |
| 2006          | Amo de casa                    |                     |                                       |
| 2008          | Los exitosos Pells             |                     |                                       |
| 2009          | Laboratorios dormevú           | Varios              |                                       |
| 2010          | Plan V                         |                     |                                       |
| 2010          | Malparida                      | Noelia Albarracín   |                                       |
| 2010          | Energías eficientes            | Mariana Moravia     |                                       |
| 2011-2012     | Los Únicos                     | Melania             |                                       |
| 2013          | Solamente vos                  | Denise Cousteau     |                                       |
| 2014          | Noche y día                    | Evangelina Cisneros |                                       |
| 2015          | La verdad                      | Eugenia             |                                       |
| 2016, 2022    | Loco por vos                   | Julia               |                                       |
| 2018          | Sandro de América              | Mónica              |                                       |
| 2018          | El host                        | Lucrecia            | Episodio 11                           |
| 2018          | 100 días para enamorarse       | Solange             |                                       |
| 2019          | Inconvivencia                  | Sol                 |                                       |
| 2021          | Maradona, sueño bendito        | Amalia              |                                       |
| 2022          | Casi feliz                     | Bárbara             |                                       |
| 2022          | Supernova                      | Sandra              |                                       |
| 2023          | Planners                       | Julieta             | Episodio: «A Marcos le va a encantar» |
| 2023-2024     | Chueco                         | Raquel Franco       |                                       |
| 2024-presente | Envidiosa                      | Débora «Debbie»     |                                       |
| 2025          | Viudas negras, p*tas y chorras | Mecha Mechado       |                                       |

### Web
| Año  | Título | Papel     | Notas             |
| ---- | ------ | --------- | ----------------- |
| 2025 | Somos  | Florencia | Episodio: «Simón» |

## Premios y nominaciones
| Año  | Premio                  | Categoría               | Trabajo    | Resultado | Ref(s) |
| ---- | ----------------------- | ----------------------- | ---------- | --------- | ------ |
| 2010 | Premios Martín Fierro   | Artista revelación      | Malparida  | Nominada  | [ 2 ]  |
| 2014 | Premios Sur             | Mejor actriz revelación | Betibú     | Ganadora  | [ 3 ]  |
| 2023 | Premios Cóndor de Plata | Mejor actriz de reparto | El gerente | Nominada  | [ 1 ]  |